# تيهري جروال
تيهري جروال رمزها «TG» (بالإنجليزية: Tehri  Garhwal)‏ ، هو تقسيم إداري لدولة الهند تتبع ولاية أوتاراخند (بالإنجليزية: Uttarakhand)‏ ، مركزها هو مدينة نيو تيهري (بالإنجليزية: New  Tehri)‏ عدد سكانها حسب تعداد سنة 2001 هو 604,608 ، مساحتها 4,085 كم² وكثافة السكان 148 لكل كم² .